# Lacet (mouvement)
Pour les articles homonymes, voir Lacet.

Lacet.

Le lacet est le mouvement de rotation horizontal d'un mobile autour de son axe vertical. 

## Aéronautique
En aéronautique, ce mouvement est commandé par l'action sur les palonniers, qui permettent notamment de contrôler la symétrie du vol.

### Lacet inverse

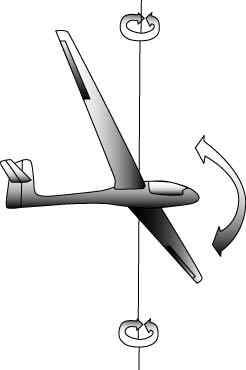
Axe de lacet.

À la suite d'une manœuvre d'inclinaison (autour de l'axe de roulis) pour entamer un virage, le lacet inverse est une réaction de rotation de l'appareil — autour de son axe de lacet — déplaçant le nez dans le sens opposé au virage. Le phénomène est provoqué par la traînée supérieure de l'aile montante (traînée induite par la portance et traînée de profil de l'aileron). Le vol devient asymétrique ; cet effet est plus sensible en vol lent (quand la traînée induite est plus forte), quand l'envergure est grande et quand l'avion manque de stabilité en lacet ; il est très marqué sur les planeurs.
Le pilote corrige l'effet secondaire par une action sur le palonnier afin de ramener le nez de l'appareil en direction du virage. On appelle cette action (manche + palonnier dans la même direction) la conjugaison des commandes.

## Marine

Mouvement de lacet sur un bateau (4)

Le lacet désigne le mouvement de rotation d'un bateau autour d'un axe vertical coaxial au mât, il modifie le cap du bateau sur un plan horizontal,,. Il peut être dû à de nombreux facteurs : mouvement de la barre, aux vagues, à la dérive liée aux courants ou au vent, c'est l'un des trois mouvements possibles d'un navire avec le tangage et le roulis.
| Axe de rotation ou de déplacement | Déplacement                                                    | Mouvement rotationnel | Mouvement rotationnel                                   | Angle                            | Schéma |
| --------------------------------- | -------------------------------------------------------------- | --- | ------------------------------------------------------- | -------------------------------- | ------ |
| x : Longitudinal                  | Cavalement (3) : Déplacement horizontal d'avant en arrière     | Roulis (6) : Oscillation latérale de bâbord à tribord (vagues, vent...)                                                              | Axe de rotation dans la plus grande longueur du bateau. | Gite / Angle de roulis           |        |
| y : Transversal                   | Embardée (2) : Déplacement horizontal latéral                  | Tangage (5) : Oscillation d'avant en arrière, la proue se relève et s'abaisse (vagues...)                                            | Axe de rotation dans la largeur du bateau               | Assiette (pas de sens en marine) |        |
| z : Vertical                      | Pilonnement (1) : Déplacement vertical de l'altitude du bateau | Lacet (4) : Oscillation sur le plan horizontal, modifiant le cap (mouvement de la barre, dérive liée au courant, au vent, vagues...) | Axe de rotation coaxiale au mât                         | Cap                              |        |